# Leptothorax retractus
Leptothorax retractus es una especie de hormiga del género Leptothorax, tribu Crematogastrini, familia Formicidae. Fue descrita científicamente por Francoeur en 1986.
Se distribuye por Canadá y los Estados Unidos. Se ha encontrado a elevaciones de hasta 1785 metros. Habita en madera podrida.